# Gratte poil
 (mars 2017).
Si vous disposez d'ouvrages ou d'articles de référence ou si vous connaissez des sites web de qualité traitant du thème abordé ici, merci de compléter l'article en donnant les références utiles à sa vérifiabilité et en les liant à la section « Notes et références ».
Albums de Têtes raides
10 ans de Têtes raides
(2000) Qu'est-ce qu'on s'fait chier !
(2003)
Gratte poil est un album des Têtes raides sorti en 2000. Il est réalisé par Sodi et mixé par Ian Caple. Le disque passe 60 semaines dans les classements français des albums où il atteint le numéro 23. Il a obtenu la certification de disque d'or le 03 juillet 2001.

## Titres
1. Je chante - 2 min 45 s
2. Bibliothèque I - 17 s
3. Les Poupées - 3 min 14 s
4. C'est dimanche - 2 min 33 s
5. Chapeau - 2 min 17 s
6. Les Choses - 3 min 33 s
7. Bibliothèque II - 27 s
8. Dépêche toi - 3 min 15 s
9. L'Iditenté (avec Noir Désir) - 4 min 23 s.
10. KO - 3 min 40 s
11. OK - 54 s
12. Le Cabaret des nues - 4 min 16 s
13. Ennemis - 2 min 33 s sur un poème de norge
14. Bibliothèque III - 10 s
15. Patalo - 4 min 46 s
16. Le Gratte poil - 3 min 31 s
17. Bibliothèque IV - 34 s
18. Dans la gueule - 3 min 01 s
19. Urgence - 1 min 54 s

## Musiciens ayant participé
- Les Têtes raides sur tous les titres
- Noir Désir sur L'Iditenté
- Yann Tiersen au violon sur Le Cabaret des nues
- Jean Corti au bandonéon sur Gratte poil
- Terri Serrade au chant et à la scie sur Dans la gueule